# Hu (maí)
Hu, Hua (Huwwa), Ladsu, Su ou Saua (Sawa) foi um(a) maí do Império de Canem da dinastia dugua ou Bani Ducu e governou de 1067 a 1071. É incerto se foi uma mulher ou não, sendo possível a julgar por indícios presentes no Girgam, a crônica real de Canem. Também é possível que foi a primeira monarca de Canem a professar o islamismo, e caso seja, isso justificaria, para Dierk Lange, a tentativa dos cronistas muçulmanos de mascararem seu verdadeiro nome em seus relatos. Segundo o Girgam, foi investida pelo califa em sua posição.